# 山本道子 (作家)
山本 道子（やまもと みちこ、本名：古屋道子（ふるや みちこ）、1936年12月4日 - ）は、日本の小説家、詩人。東京府（現中野区）出身。

## 経歴
1957年跡見学園短期大学（後・跡見学園女子大学短期大学部）国文科卒業。短大在学中に「文藝」全国学生コンクールで『蜜蜂』が佳作入選する。その後は現代詩に移行し、天沢退二郎、渡辺武信、菅谷規矩雄らとともに同人誌「凶区」創刊に参加する。結婚後は夫とともにオーストラリアに渡り3年間過ごした後に帰国。帰国後に再び小説に取り組み、『魔法』で新潮新人賞、『ベティさんの庭』で芥川龍之介賞を受賞した。1998年以後著作は刊行していない。

## 受賞歴
- 『蜜蜂』文藝学生小説コンクール佳作入選（1955年）
- 『魔法』第4回新潮新人賞（1972年）
- 『ベティさんの庭』第68回芥川龍之介賞（1973年）
- 『ひとの樹』第24回女流文学賞（1984年）
- 『喪服の子』第21回泉鏡花文学賞（1993年）
- 『瑠璃唐草』第2回島清恋愛文学賞（1995年）

## 著書
- 『壷の中 詩集』ユリイカ 1959
- 『みどりいろの羊たちと一人 詩集』ユリイカ 1960
- 『飾る 詩集』思潮社 1962
- 『そこに蛇がいる』 思潮社 1968
- 『ベティさんの庭』新潮社 1973  のち文庫
- 『裸像』新潮社 1974
- 『海と砂糖黍』文藝春秋 1975
- 『山本道子詩集』思潮社 1976 (現代詩文庫)
- 『天使よ海に舞え』新潮社, 1981
- 『ヴィレッジに雨』新潮社 1983
- 『ひとの樹』文藝春秋 1985
- 『私のえらんだ幸福主義』海竜社 1986
- 『蛇苺』新潮社 1986
- 『ひとり幽けき』文藝春秋 1987
- 『鳥のいる談話室,スィング・スィング・スィング』新潮社 1989
- 『透明な鳩』講談社 1990
- 『闇の燭台』新潮社 1990
- 『愛の遠景』中央公論社 1991
- 『喪服の子』講談社 1992
- 『微睡む女』新潮社 1993
- 『瑠璃唐草』講談社、1995
- 『女神』講談社, 1997
- 『水の抱擁』講談社 1998

## 翻訳
- ドリス・ランド『エリック 1640日の青春』三笠書房 1975 のち知的生き方文庫

## 参考
- 「年譜」『女性作家シリーズ  安西篤子・山本道子・岩橋邦枝・木崎さと子』角川書店 1998